# Goupia
Goupia là một chi thực vật hạt kín sống tại khu vực Tân nhiệt đới. Nó cũng là chi duy nhất được xếp trong họ Goupiaceae. Họ này có khoảng 2-3 loài cây gỗ thường xanh có hoa lưỡng tính và quả hạch nhỏ không nứt chứa nhiều hạt, tích lũy nhôm, tất cả đều tìm thấy trong khu vực nhiệt đới ở miền trung và bắc Nam Mỹ

## Các loài
- Goupia cinerascens
- Goupia glabra (đồng nghĩa: G. paraensis, G. tomentosa)
- Goupia guatemalensis

Trong hệ thống Cronquist năm 1981 chi này được đặt trong họ Celastraceae, trong khi Takhtadjan (1997) đặt nó trong bộ Celastrales, còn A. L. de Jussieu và một số tác giả khác đặt nó trong họ Rhamnaceae.